# Marco D'Alessandro
Marco D'Alessandro, né le 17 février 1991 à Rome, est un footballeur italien qui évolue comme milieu offensif au Pisa SC, en prêt de l'AC Monza.

## Biographie

### Carrière en club
D'Alessandro commence sa formation de footballeur à la Lazio de Rome. En 2005 il part à l'AS Rome, l'autre grand club de la ville. Le 21 mars 2009 il fait ses débuts en équipe première avec la Roma, en Série A, face à la Juventus. En 2009, il est prêté en Série B à Grosseto où il réalise à 18 ans une première saison comme titulaire.
Les saisons suivantes, il multiplie les contrats en prêt, la Roma s'opposant à son départ quand les occasions se présentent. En 2010-2011, il est prêté à Bari en Série A, puis à Livourne, en Série B. La saison suivante, il joue au Hellas Vérone, en Série B, En fin de saison, la Roma active la contre-option d'achat prévue dans le contrat. En 2012-2013 et 2013-2014 il est prêté à Cesena en Série B. Après deux saisons comme titulaire, il voit la Roma lever de nouveau la contre-option d'achat prévue dans le contrat.
Peu après il est transféré à l'Atalanta Bergame, en Série A, contre une indemnité estimée à deux millions d'euros. Il joue 25 matchs de championnat pour sa première saison entière dans l'élite.

### Carrière internationale
D'Alessandro fait partie de l'équipe d'Italie des moins de 19 ans qui dispute l'Euro en 2010. Il est expulsé en toute fin du premier match.
Le 17 novembre 2010, il fait ses débuts en sélection espoirs. Il compte entre 2010 et 2013 dix apparitions avec cette équipe. Il dispute notamment le Tournoi de Toulon 2011.